# Coprinopsis atramentaria
Coprinopsis atramentaria (Pierre Bulliard, 1786 ex Scott Alan Redhead, Rytas Vilgalys și Juan Rodriguez Moncalvo, 2001), sin. Coprinus atramentarius (Pierre Bulliard, 1786 ex Elias Magnus Fries, 1838), din încrengătura Basidiomycota, în familia Psathyrellaceae și de genul Coprinopsis, este o ciupercă saprofită, comestibilă, dar în combinație cu consumul de alcool destul de otrăvitoare, fiind cunoscută în popor sub multe denumiri, astfel burete de cerneală, bureți de gunoi, bureți nebuni, căciula șarpelui, ciuperci crestate, ciuperci de nuc, podoaba balegii, poplence, titenghi sau umbra șarpelui. Acest soi, des întâlnit în România, Basarabia și Bucovina de Nord, crește obișnuit în grupuri mari pe sol bogat în substanțe organice în păduri de foioase, pe pajiști, în grădini,  parcuri și la margini de drum. Apare de la câmpie la munte, timpul fructificației fiind din (aprilie) mai până în noiembrie.
Epitetul se trage din cuvântul latin (latină atramentum=negrie, vopseală neagră, cerneală).

## Istoric
Numele binomial Agaricus atramentarius a fost determinat de savantul francez Pierre Bulliard în volumul 6 al marii sale opere Herbier de la France ou, Collection complette des plantes indigenes de ce royaume etc… din 1786. În 1838, renumitul micolog suedez Elias Magnus Fries a transferat specia la genul Coprinus sub păstrarea epitetului, de verificat în lucrarea sa Epicrisis systematis mycologici, seu synopsis hymenomycetum. Acest taxon este folosit de cele mai multe cărți și articole micologice până în prezent (2019).
Valabilă însă este în momentul de față denumirea Coprinopsis atramentaria, creată de micologul englez Scott Alan Redhead și colaboratori, de citit în volumul 50 al jurnalului științific Taxon din 2001.
Toate celelalte încercări de redenumire nu au fost folosite niciodată și sunt astfel neglijabile.

## Descriere

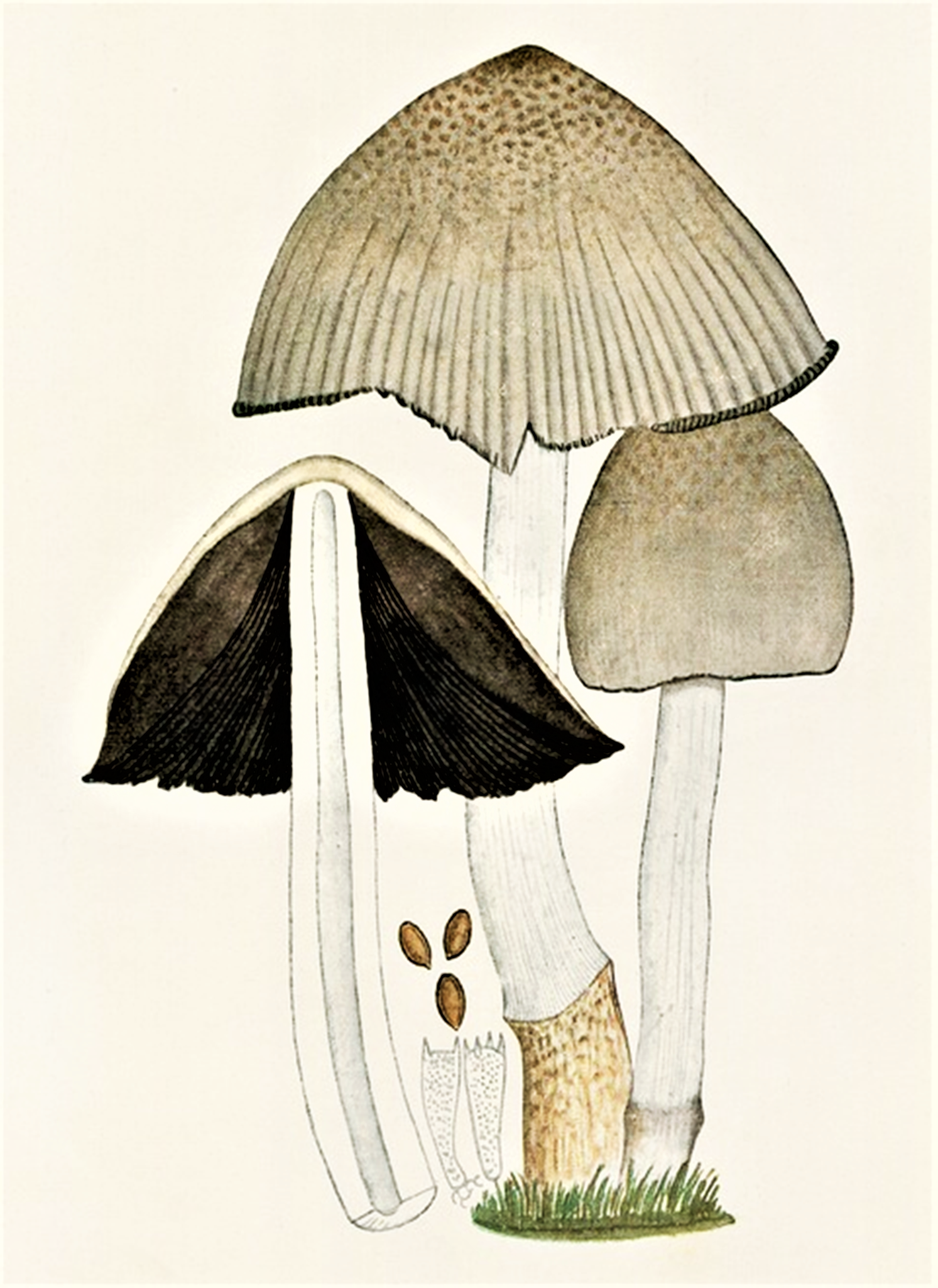
Bres.: Coprinus atramentarius

- Pălăria: are un diametru de 1,5-4 (8) cm și o înălțime de 3-8 (11) cm, este în tinerețe ovoidală, după care devine conică, la maturitate fiind asemeni unui clopot, apoi cu marginea crăpată în sens radial și curbată în sus. Cuticula ridată este brăzdată de numeroase nervuri subțiri radiale. Coloritul inițial albicios schimbă repede în gri-cenușiu, brun-cenușiu până la cenușiu-gălbui, acoperit pe creștet cu solzișori maronii. La bătrânet se dizolvă în forma unui suc negru.
- Lamelele: sunt foarte dese, subțiri și foarte înalte, rotunjit până strâmt aderate la picior, fiind la început albicioase, apoi cenușii până gri-rozalii, ulterior negre, pentru a se lichefia în final ca pălăria.
- Piciorul: are o lungime de 6-15 cm și o lățime de până la 1,5 cm, fiind cilindric, la început plin, dar deja în maturitate complet gol pe dinăuntru și fragil. Coaja este netedă, albă, cu   reflexe mătăsoase. Baza lui bulbos îngroșată este asemănător unei volve subțiri galben-maronie. Nu prezintă un inel.
- Carnea: este subțire, moale și friabilă, cu colorit albicios până palid cenușiu care se dizolvă după scurt timp într-o substanță neagră. Mirosul este slab de ciuperci, iar gustul la exemplare tinere fin și plăcut. Imediat după cules piciorul trebuie rupt de la pălărie pentru a reduce viteza descompunerii.[3][4][5]
- Caracteristici microscopice: are spori ovoidal-elipsoizi, netezi, țuguiați spre vârf, închis bruni  și transparenți, având o mărime de 10-12 × 6-7 microni. Pulberea lor este brună. Basidiile cu 2-4 sterigme fiecare sunt lat clavate și măsoară  25-30 × 9-10 microni. Cistidele (celule sterile, de obicei izbitoare, situate în stratul himenal sau printre celulele din pielița pălăriei și a piciorului, probabil cu rol de excreție) de 45-90 x 18-25 microni sunt cilindrice, dar devin în sus ușor bulboase.[10]
- Reacții chimice: nu sunt cunoscute.[11]

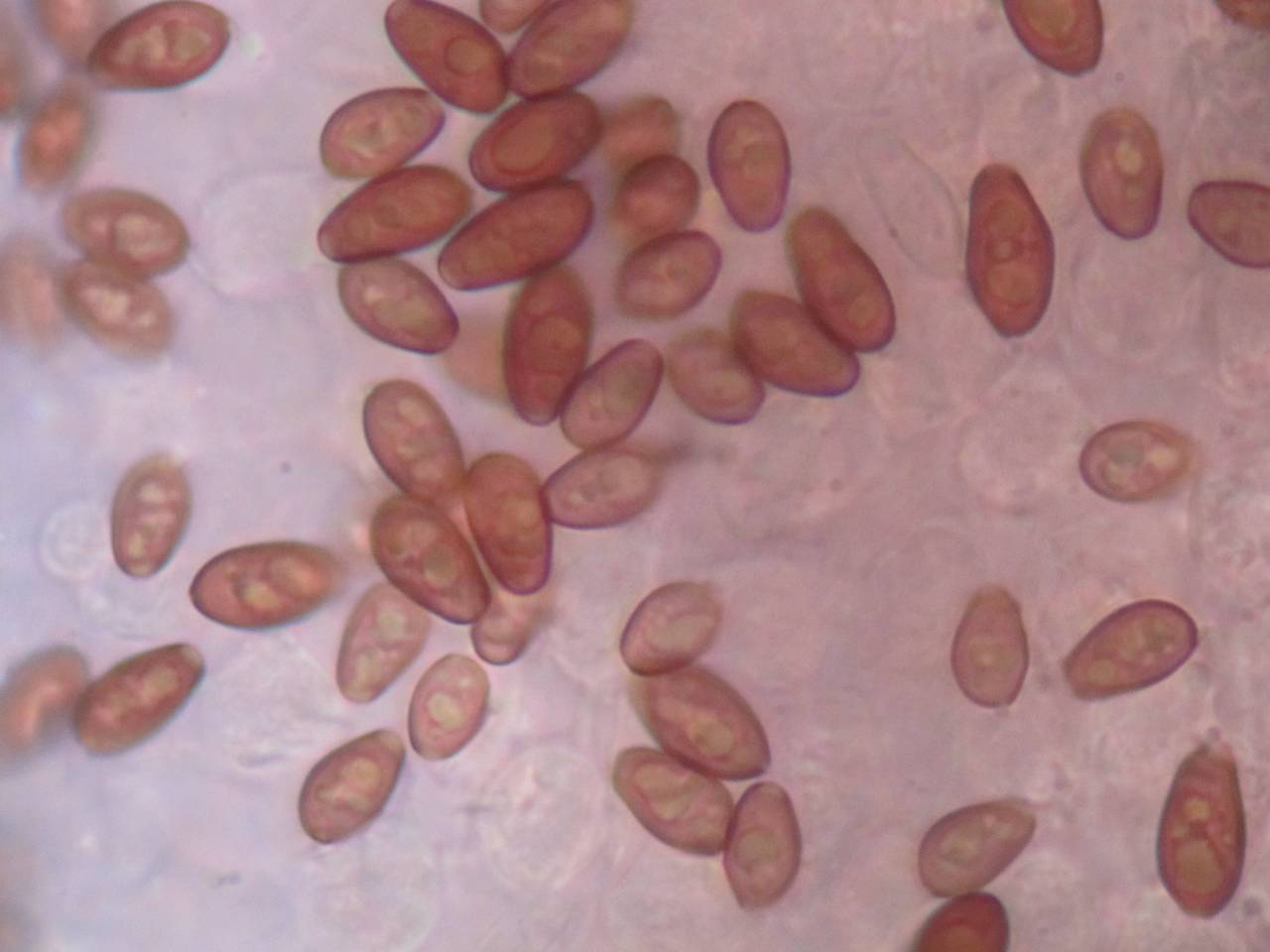
C. atramentaria, spori
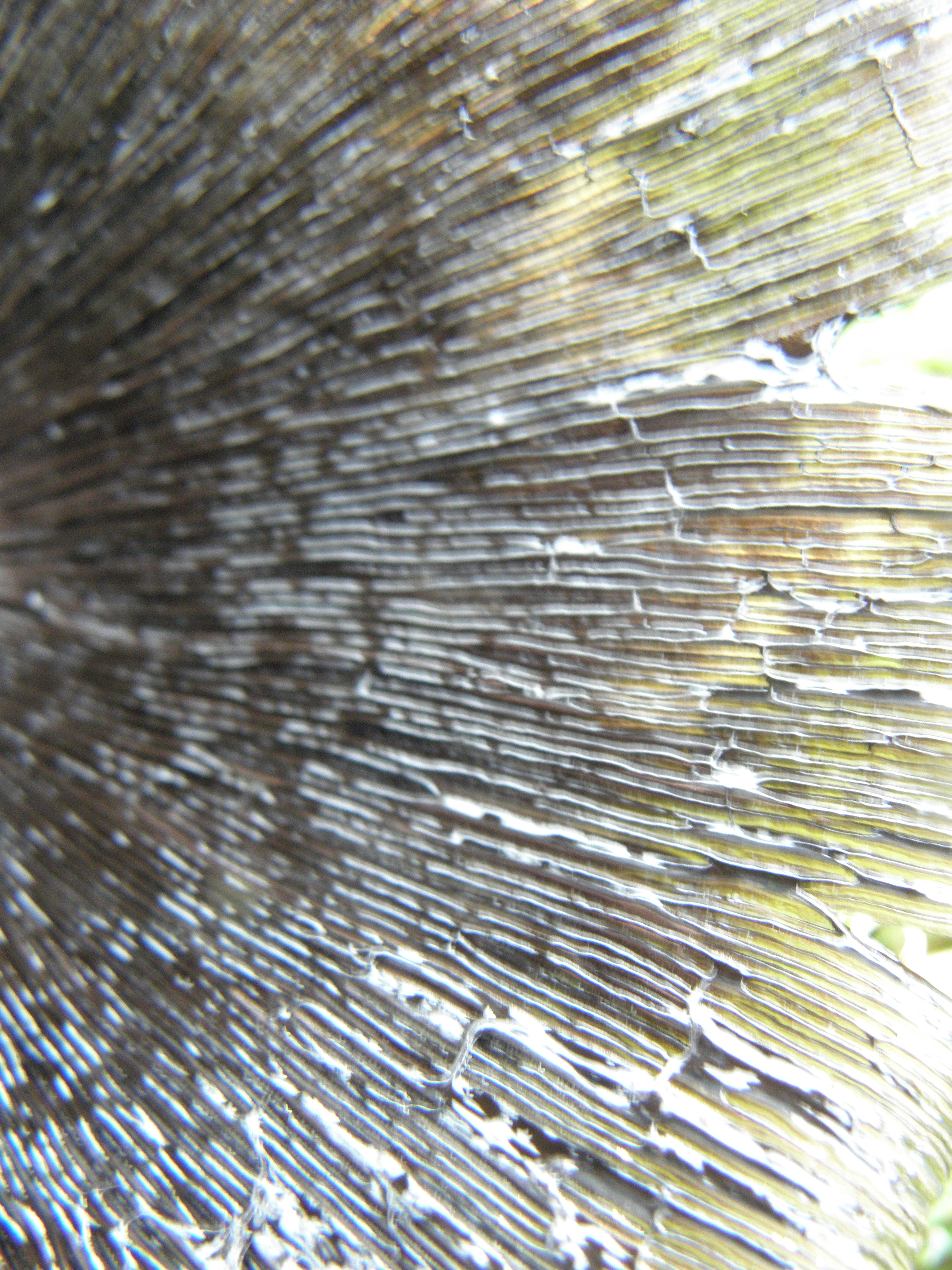
C. atramentaria, lamelele din apropiere
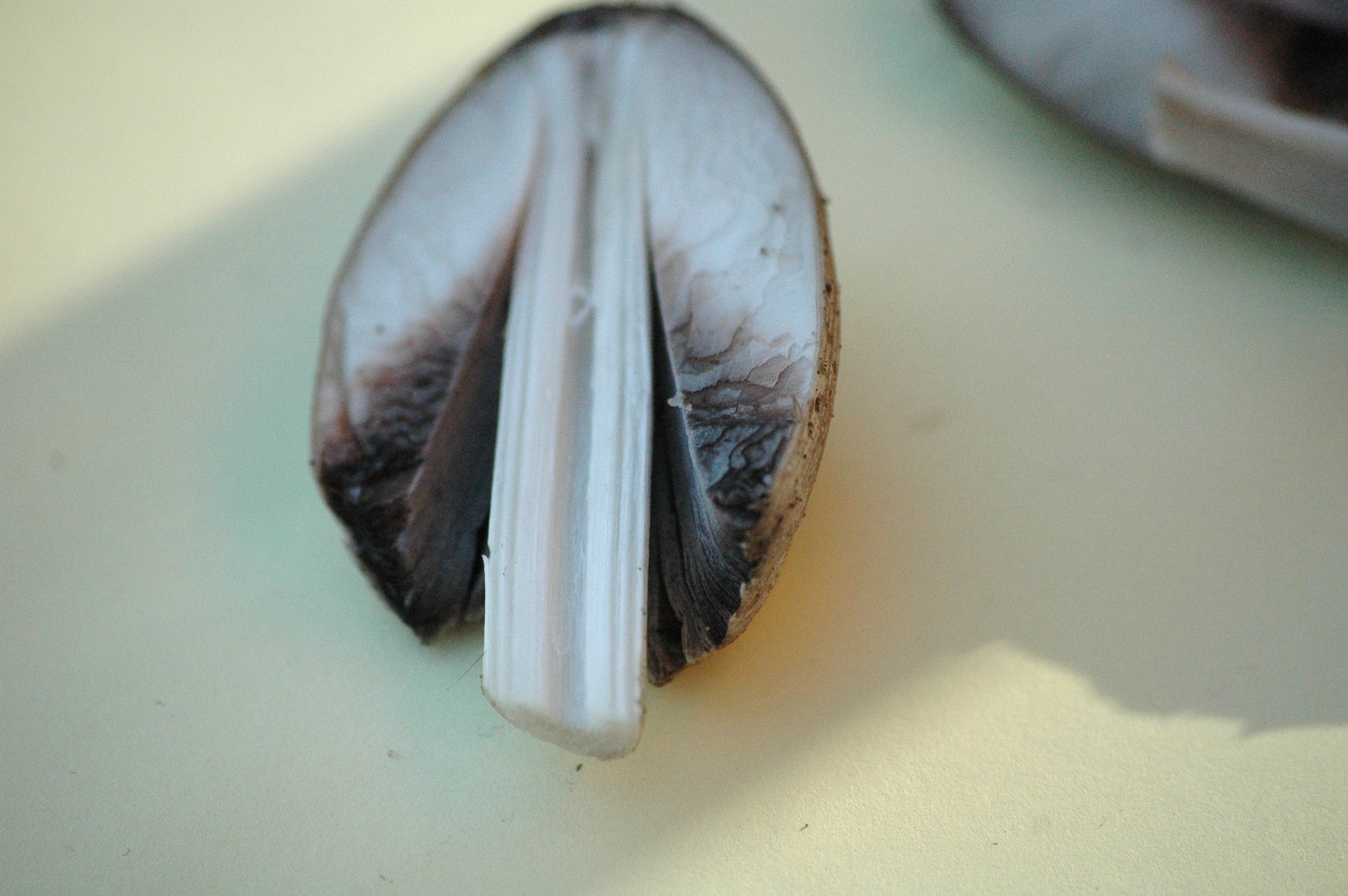
C. atramentaria, secțiune longitudinală
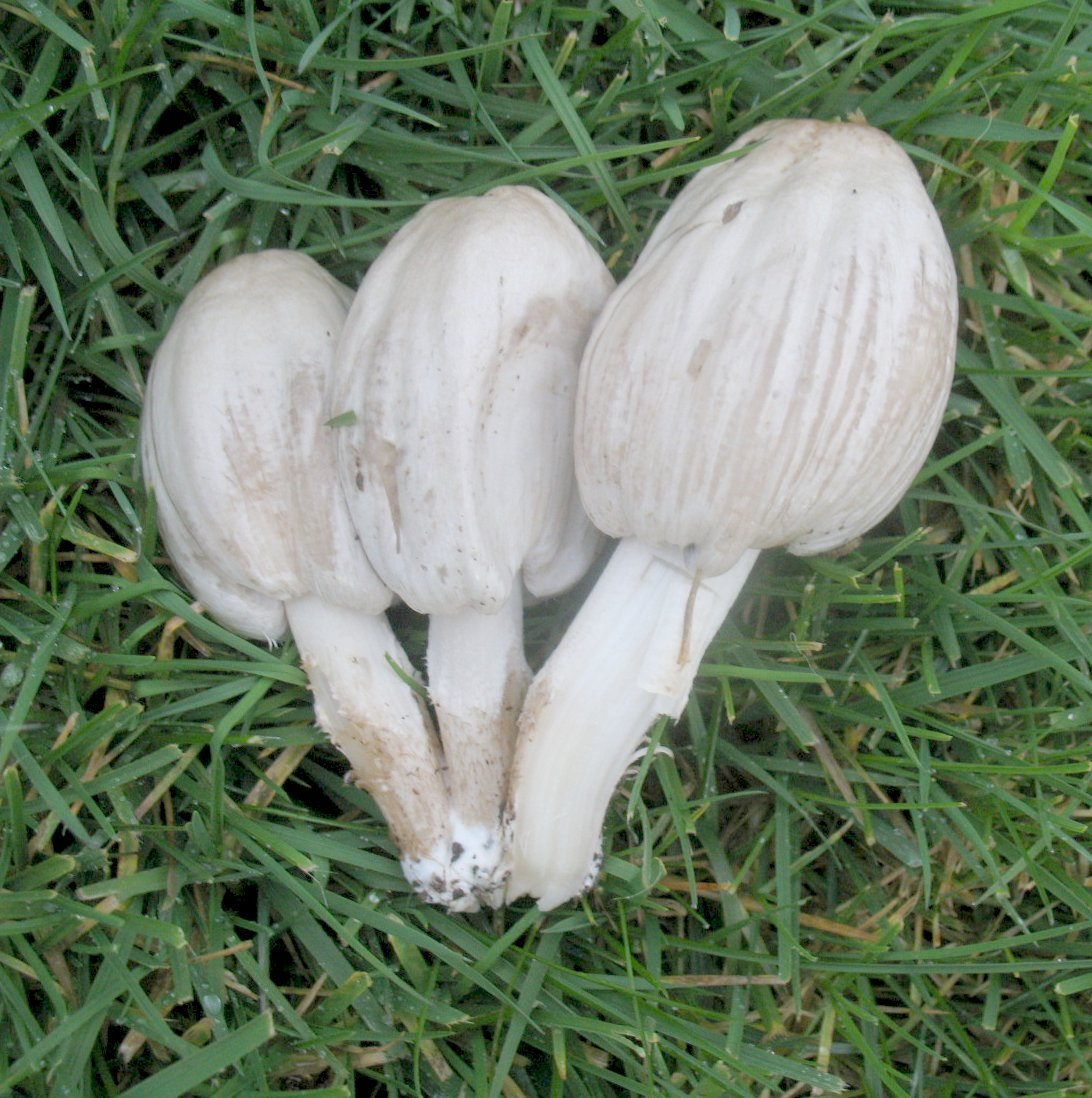
C. atramentaria tinere
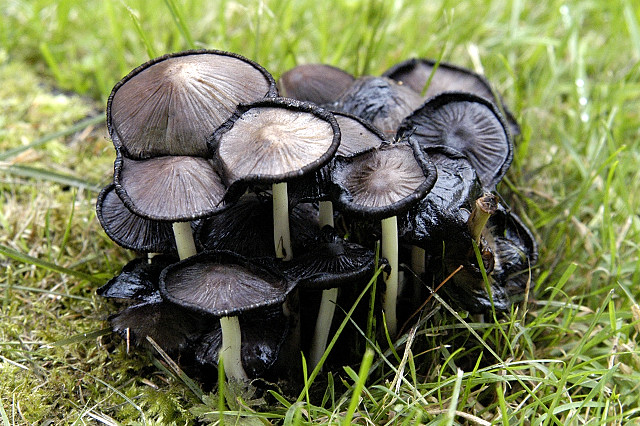
C. atramentaria bătrâne

## Confuzii
Umbra șarpelui poate fi confundată cu alte specii ale genului, de asemenea comestibile, dar toxice în legătură cu consumul de alcool, ca de exemplu: Coprinellus micaceus, Coprinopsis acuminata, Coprinopsis alopecia, Coprinopsis cinerea, Coprinopsis lagopus, Coprinopsis romagnesiana și Coprinopsis variegata, dar, în stadiu tânăr și bătrân, de asemenea cu Coprinus comatus sau Coprinus sterquilinus.

## Ciuperci asemănătoare în imagini

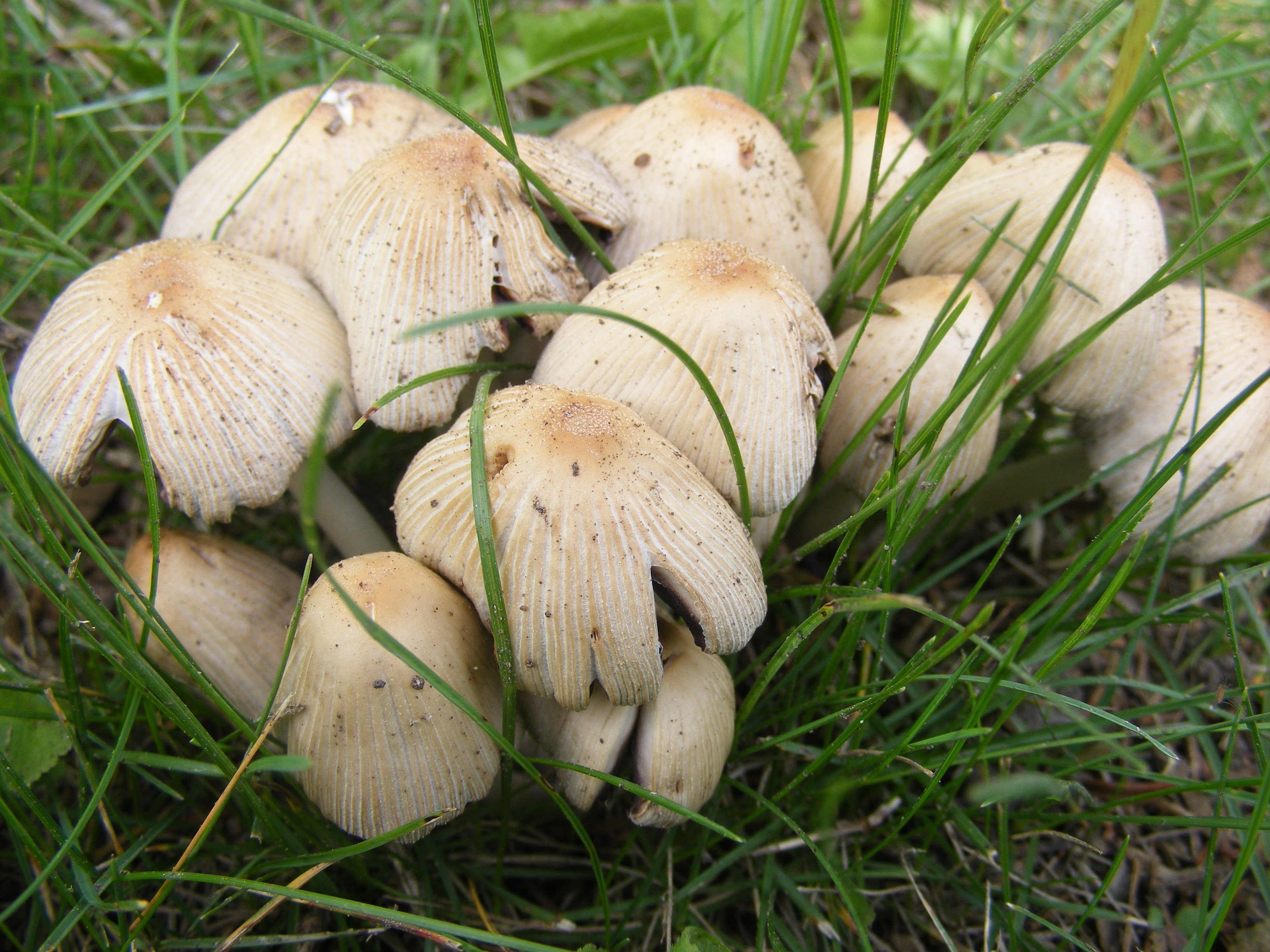
Coprinellus micaceus
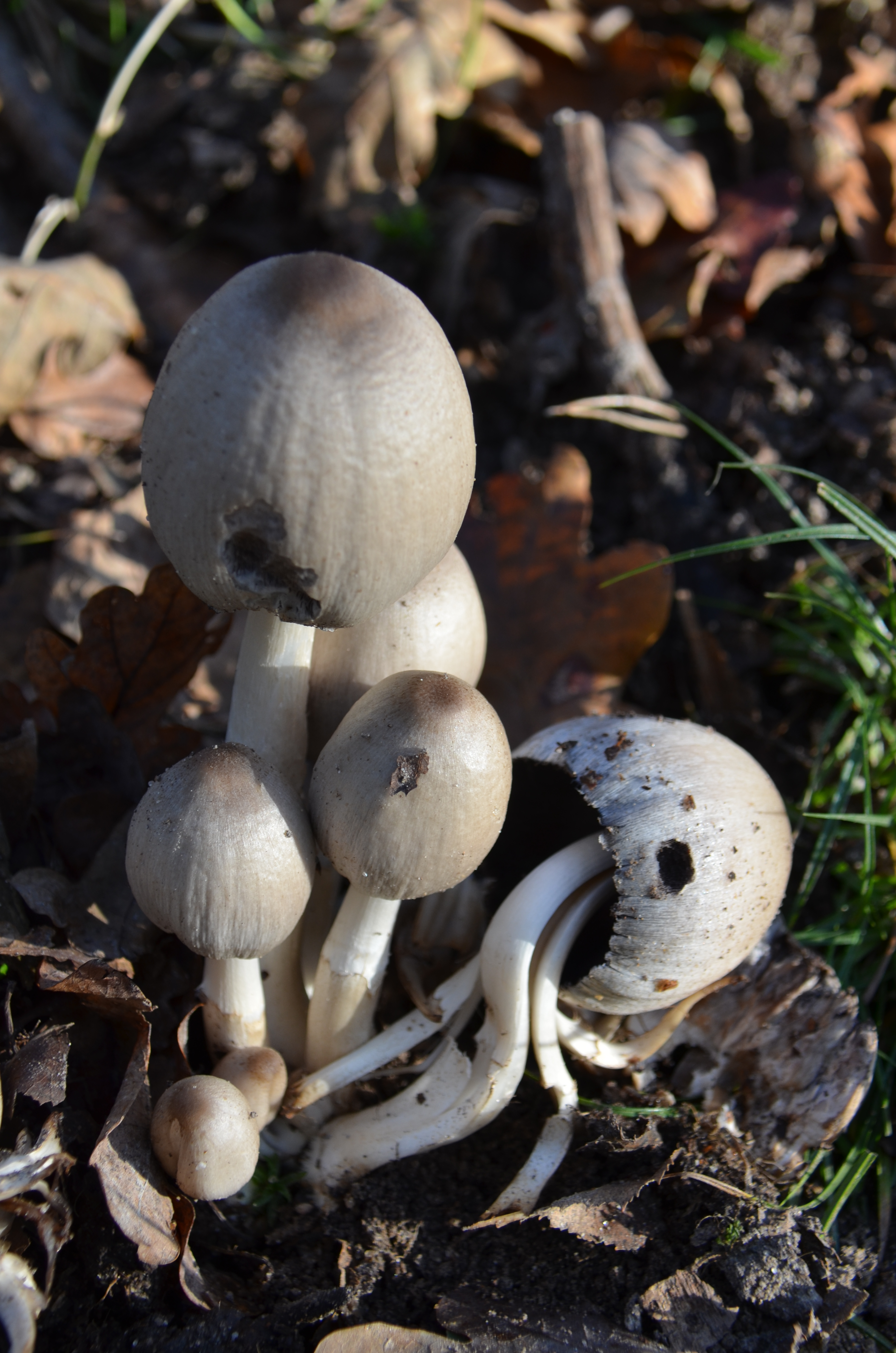
Coprinopsis acuminata
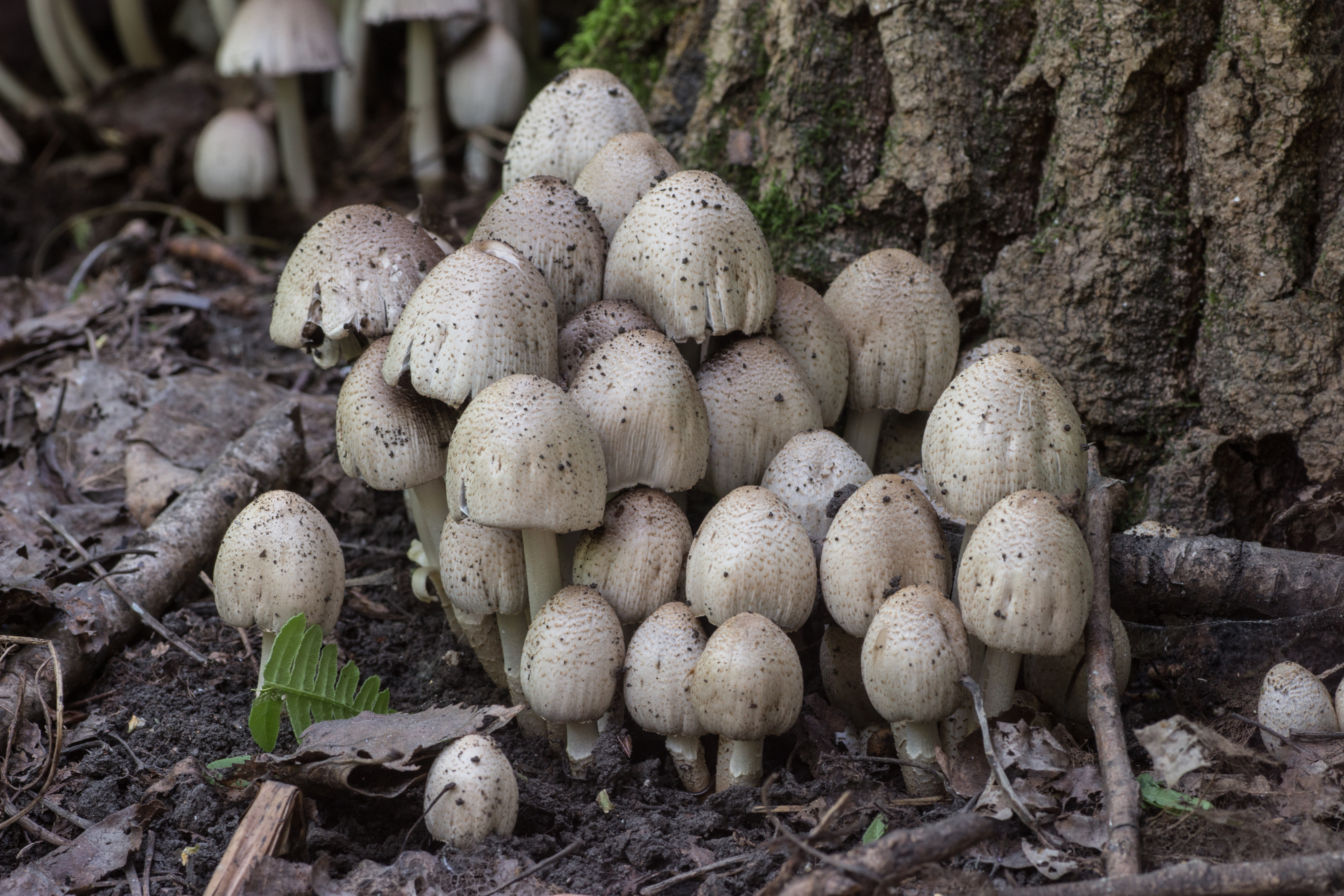
Coprinopsis alopecia
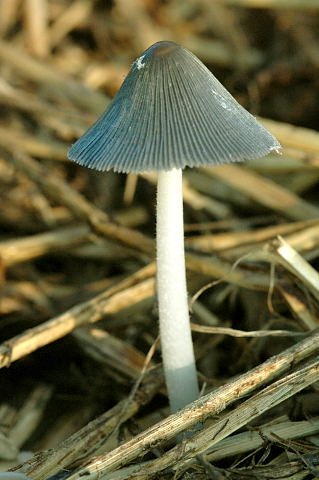
Coprinopsis cinerea
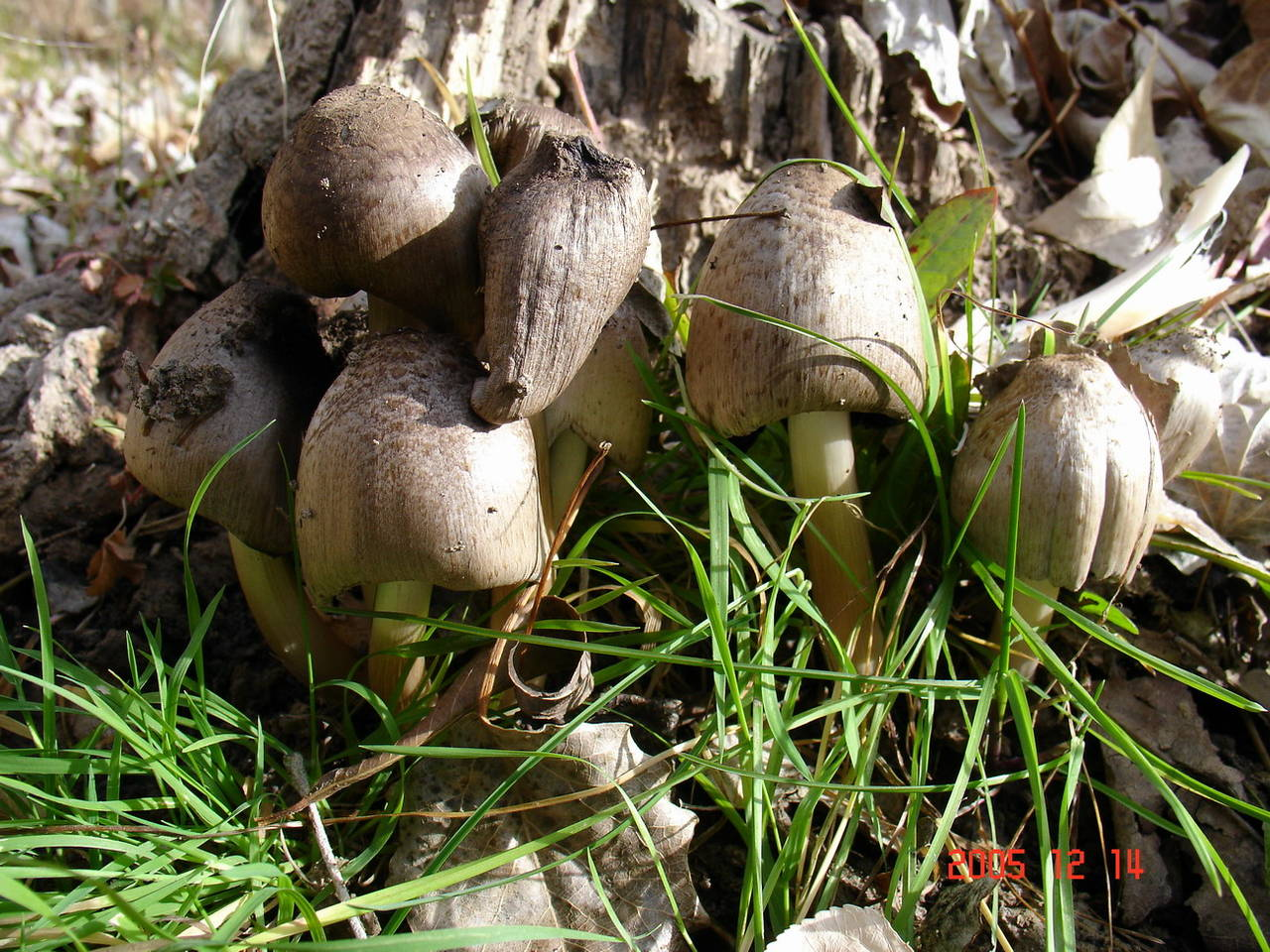
Coprinopsis romagnesiana
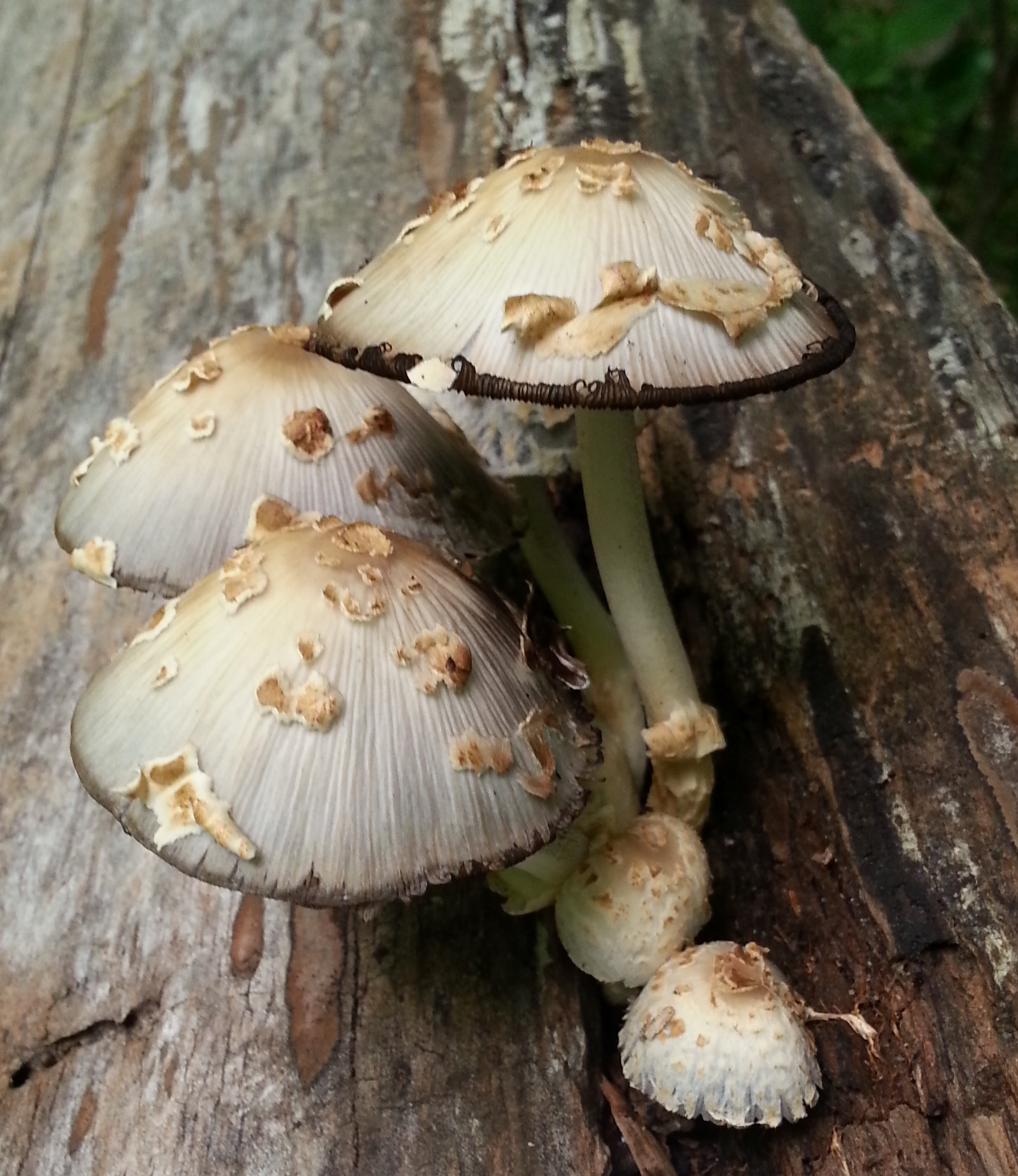
Coprinopsis variegata
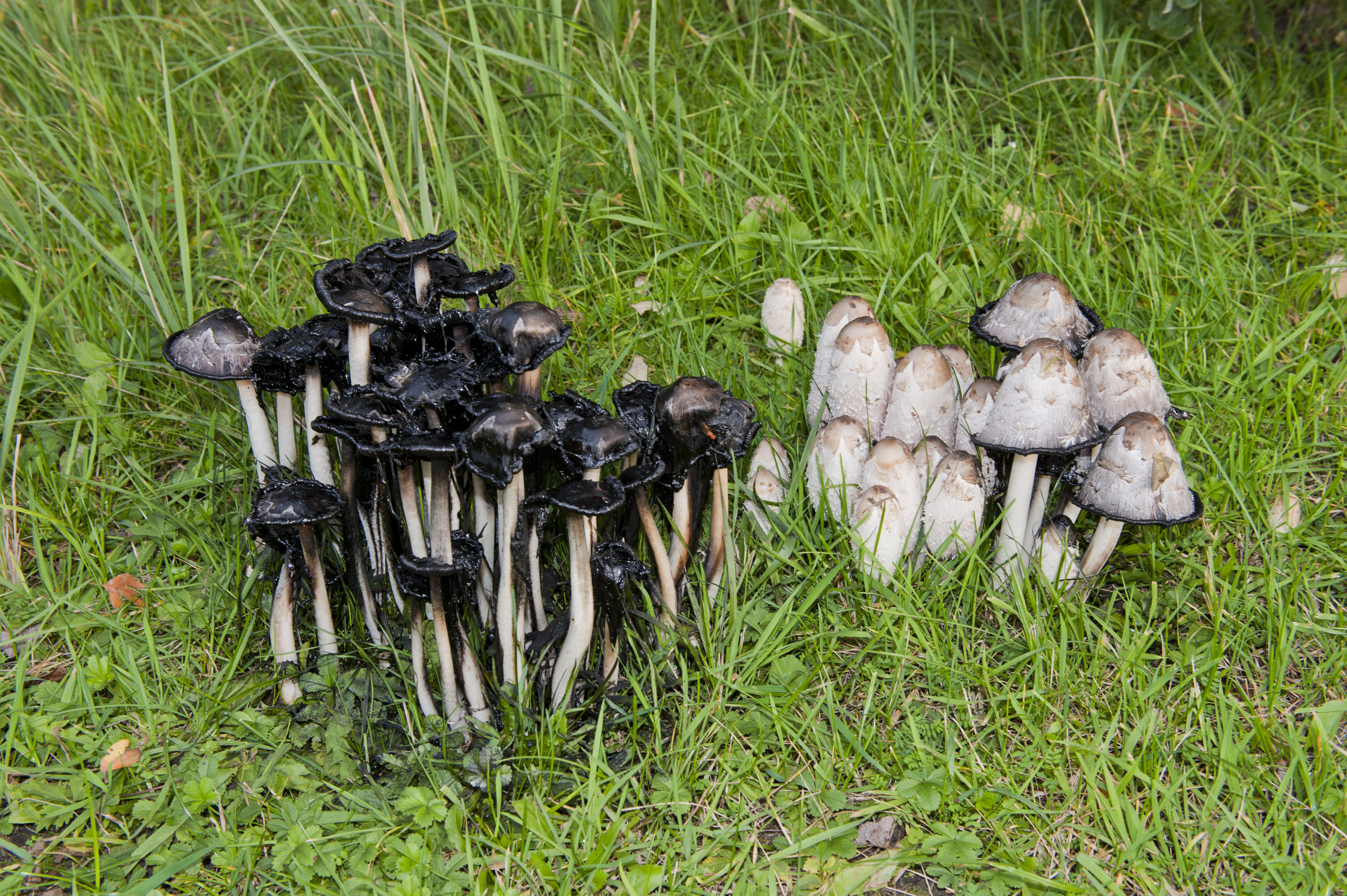
Coprinus comatus
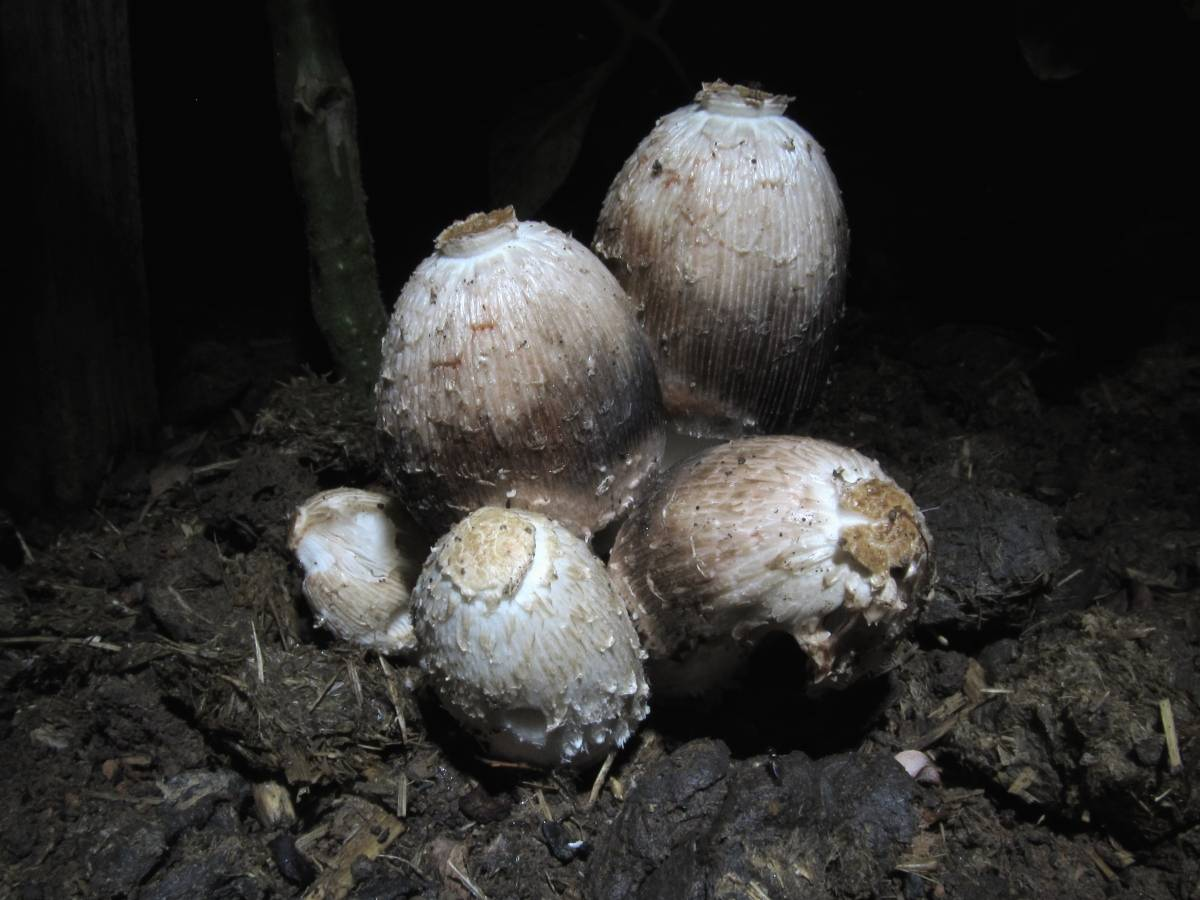
Coprinus sterquilinus

## Valorificare
Poplence sunt foarte bune pentru consumul alimentar, chiar și crude, cu condiția să fie tinere. Atunci când lamele devin gri-roz, ciupercile trebuie aruncate. Se mănâncă doar pălăria. Bureții sunt savuroși preparați ca supă, de asemenea în legătură cu legume fine sau adăugați la jumări de ou, omletă precum sufleu. De asemenea; ei sunt adesea oară folosiți pentru un foietaj cu șuncă sau într-o plăcintă (de exemplu „pe modul reginei”, cu carne de vițel sau pui, sparanghel și mazăre).
Atenție! Dacă aceste ciuperci sunt consumate în combinație cu alcoolul (băut cu 2 zile înainte și până la 5 zile după ingerare), duc la intoxicații destul de grave (parțial reacții asemănătoare cu curele de dezalcoolizare), provocând sindromul coprinian, cu înroșirea feței și a pielii, dureri de cap și gât, tremur și convulsii, însoțit de hipertensiune intracraniană, senzație de căldură vasodilatație, puls scăzut, respirație greoaie și transpirație, rar și de simptome amenințătoare de viață (simptome după 30 minute până la 4 sau 5 ore). Intoxicația este pricinuită inhibării enzimei aldehid dehidrogenază (ALDH-2). Această enzimă acționează după consumul de alcool în timpul transformării etanolului în acid acetic și astfel al degradării lui. Dacă este blocată, acetaldehida se acumulează și provoacă sus numitul sindrom coprinian. Conținutul de coprină al soiului a fost determinat prin cercetare între 160-360 mg/kg. Astfel, se vorbește despre o primă apariție a intoxicației, când s-au consumat aproximativ 25g=aproximativ 1 ciupercă=aproximativ 5 mg coprină. Comestibilul burete cu perucă de exemplu conține  aproximativ doar 1-4 mg /kg coprină, fiind de acea absolut inofensiv.